# باسكوال بيريز (ملاكم)
باسكوال بيريز (بالإسبانية: Pascual Pérez)‏ مواليد 04 مايو 1926 في الأرجنتين - الوفاة 22 يناير 1977، كان ملاكم أرجنتيني سابق صنّف ضمن فئة وزن الذبابة. حقق بطولة رابطة الملاكمة العالمية. سبق أن شارك في دورة الألعاب الأولمبية الصيفية.

## إحصائيات
خاض خلال مسيرته 92 نزالا، فاز في 84 وتعادل في 1 وخسر في 7. فاز بالضربة القاضية في 57 نزالا.

## الميداليات
| الميدالية | المسابقة                       |
| --------- | ------------------------------ |
| ذهبية     | الألعاب الأولمبية الصيفية 1948 |

## روابط خارجية
- باسكوال بيريز على موقع بوكس ريك (الإنجليزية) (registration required)
- باسكوال بيريز على موقع أوليمبيديا (الإنجليزية)